# Фридрих Шидел (награда)
Литературната награда „Фридрих Шидел“ (на немски: Friedrich-Schiedel-Literaturpreis) на град Бад Вурцах е учредена през 1982 г. от почетния гражданин на Бад Вурцах Фридрих Шидел. С наградата се удостояват немскоезични автори на литературни или исторически произведения, „които в предложената творба успешно съчетават история и език и предават на широката читателска публика историята неподправена – било то като роман или публицистична книга“.
Отличието се присъжда на всеки две години и е на стойност 10 000 €.

## Носители на наградата (подбор)
- Голо Ман (1985)
- Хорст Бинек (1987)
- Хелмут Шмит (1990)
- Йоахим Фест (1996)
- Гюнтер де Бройн (2000)